# Calum Davenport
Calum Raymond Paul Davenport (Bedford, 1983. január 1. –) angol labdarúgó, jelenleg a West Ham United játékosa, hátvédje.

## Pályafutása

### Coventry City
Davenport 2000 augusztusában csatlakozott a Coventry City ificsapatához. A 2000–2001-es szezon utolsó mérkőzésén debütált, a Bradford City ellen. A szezon végén a klub kiesett az élvonalból. A 2002–2003-as szezontól stabil kezdőjátékos lett a csapatnál, és megkapta az Év Fiatal Játékosa díjat is. A 2003–2004-es szezon alatt megnyerte az Év Játékosa díjat. Összesen 84 mérkőzésen játszott a Coventry City-nél, és három gólt szerzett.

### Tottenham Hotspur
2004 augusztusában igazolt a Tottenham Hotspur-höz 1 300 000 fontért. Tottenham-es évei alatt rövid időszakokat töltött kölcsönben a West Ham-nél, a Southampton-nál és a Norwich City-nél. Miután 2006 januárjában visszatért a Tottenham-hez, a csapatban 2006 áprilisában debütált a bajnokságban hazai pályán a Manchester United ellen. Kérdéses volt, hogy a csapatnál marad-e, de végül nem cserélt klubot, mivel több védő is megsérült az előszezonban.
Első bajnoki gólját Spurs mezben 2006 decemberében szerezte a Manchester City ellen idegenben Tom Huddlestone szabadrúgásából. A Tottenhamnél azonban nem tudott bekerülni a kezdőcsapatba, így 2007 januárjában a West Ham-hez került.
Davenport összesen 20 mérkőzésen játszott a Tottenham-ben, és egy gólt szerzett, kölcsönben pedig 10-szer játszott a West Ham-nél, 12-szer a Southamptonnál és 16-szor a Norwichnál.